# Mayerling (film, 1957)
Mayerling je americký televizní film z roku 1957 s Audrey Hepburnovou a Melem Fererem v hlavní roli, který byl natáčen v Evropě. Jde o snímek, který se do dnešních dob nedochoval. Jeho režii měl Anatole Litvak, který byl i režisérem předchozí francouzské filmové verze z roku 1936. Hudbu složil George Bassman. Pro Audrey Hepburnovou šlo o její první větší televizní roli, ve které navíc podruhé a naposledy hrála se svým prvním manželem Melem Ferrem. Jeho děj pojednával o rodinné tragédii spojené s koncem života a sebevraždou rakouského korunního prince Rudolfa a nebyl příliš úspěšný. Šlo o jeden z dílů amerického televizního seriálu Producers' Showcase (1954-1957).
V roce 1968 pak byla tato látka opakovaně zpracována ve stejnojmenném britsko-francouzském hraném filmu Mayerling s Omarem Sharifem (princ Rudolf) a Catherine Deneuve (Marie Vetserová) v hlavní roli.

## Hrají
- Audrey Hepburnová	(Marie Vetserová, milenka prince Rudolfa)
- Mel Ferrer		(korunní princ Rudolf)
- Diana Wynyard	(císařovna Alžběta Bavorská zvaná Sissi)
- Basil Sydney	(císař František Josef I.)
- Raymond Massey	(předseda vlády)
- Judith Evelyn	(hraběnka Larischová)
- Isobel Elsom
- Nehemiah Persoff
- Lorne Greene
- Ian Wolfe
- David Opatoshu
- Nancy Marchand
- John McGovern
- Monique van Vooren
- Pippa Scott
- Michael Evans
- Sorrell Booke
- Peter Donat
- John Irving
- Lilia Skala
- Suzy Parker
- Carmen Mathews